# Алуніш (комуна, Клуж)
Алуніш (рум. Aluniș) — комуна у повіті Клуж в Румунії. До складу комуни входять такі села (дані про населення за 2002 рік):
- Алуніш (551 особа) — адміністративний центр комуни
- Вале (168 осіб)
- Гіролт (463 особи)
- Корнень (174 особи)
- Прунень (47 осіб)

Комуна розташована на відстані 342 км на північний захід від Бухареста, 31 км на північ від Клуж-Напоки.

## Населення
За даними перепису населення 2002 року у комуні проживали 1403 особи.
Національний склад населення комуни:
| Національність | Кількість осіб | Відсоток |
| -------------- | -------------- | -------- |
| румуни         | 1389           | 99,0%    |
| угорці         | 13             | 0,9%     |
| цигани         | 1              | 0,1%     |

Рідною мовою назвали:
| Мова      | Кількість осіб | Відсоток |
| --------- | -------------- | -------- |
| румунська | 1392           | 99,2%    |
| угорська  | 11             | 0,8%     |

Склад населення комуни за віросповіданням:
| Релігія        | Кількість осіб | Відсоток |
| -------------- | -------------- | -------- |
| православні    | 1293           | 92,2%    |
| п'ятдесятники  | 41             | 2,9%     |
| баптисти       | 34             | 2,4%     |
| греко-католики | 24             | 1,7%     |
| реформати      | 9              | 0,6%     |
| римо-католики  | 1              | 0,1%     |
| атеїсти        | 1              | 0,1%     |

## Зовнішні посилання
- Дані про комуну Алуніш на сайті Ghidul Primăriilor [Архівовано 21 жовтня 2012 у Wayback Machine.]